# Soglasnik
Soglasniki ali konzonanti so glasovi, ki nastanejo z manjšo odprtostno stopnjo govorilnih organov kakor samoglasniki. V navadnem besedju niso zlogotvorni. Po odprtostni stopnji jih delimo na zvočnike in nezvočnike.
V slovenskem knjižnem jeziku je 21 soglasniških fonemov: /p/, /t/, /k/, /b/, /d/, /g/, /f/, /h/, /v/, /j/, /l/, /r/, /c/, /č/, /dž/, /s/, /š/, /z/, /ž/, /m/, /n/. V slovenski abecedi so soglasniki predstavljeni z naslednjimi črkami: B, C, Č, D, F, G, H, J, K, L, M, N, P, R, S, Š, T, V, Z in Ž.

## Zvočniki/nezvočniki
Zvočniki so glasovi srednje odprtostne stopnje in jih izgovarjamo z malo oviranim pretokom zraka na izgovornih mestih. Mednje sodijo m, n, r, l, v in j. Nezvočniki so glasovi najmanjše odprtostne stopnje in jih tvorimo z močnim oviranjem zračnega toka v ustni votlini. Nezvočniki so lahko zveneči (glasilke v grlu se pri tvorbi zvenečih nezvočnikov tresejo) ali nezveneči (glasilke se ne tresejo). Zveneči nezvočniki so b, d, dž, g, z in ž, nezveneči nezvočniki pa c, č, f, h, k, p, s, š in t.